# Revolta de Boston (1689)
La Revolta de Boston de 1689 va ser un alçament popular que va es va dur a terme el 18 d'abril de 1689 contra el governador del Domini de Nova Anglaterra, Edmund Andros.
Després del seu nomenament en 1686 com a cap del Domini de Nova Anglaterra, creat l'any anterior per a unificar totes les colònies angleses de la regió, Edmund Andros va provocar la ira de la població local a conseqüència de l'aplicació de les Actes de Navegació, la limitació de les reunions de la ciutat i el nomenament d'oficials de l'exèrcit regular com a caps de la milícia colonial. També va enfurir els colons puritans per adherir-se obertament a l'Església d'Anglaterra, detestada pels inconformistes de Nova Anglaterra.
Al novembre i desembre de 1688, el rei catòlic Jaume II va ser deposat en la Revolució Gloriosa, i la notícia va causar una gran agitació quan va arribar a Amèrica. El 18 d'abril de 1689, una multitud ben organitzada de la milícia provincial i de nombrosos civils es va reunir a Boston i va arrestar als funcionaris del Domini. Els membres de l'Església d'Anglaterra, considerats pels puritans simpatitzants de l'administració colonial, van ser detinguts també pels rebels. L'aixecament no va causar víctimes en cap bàndol. Després de la revolta, el Domini es va dissoldre i les antigues autoritats colonials van reprendre les seves funcions.

## Antecedents
A principis de la dècada del 1680, el rei Carles II d'Anglaterra va prendre mesures per a reorganitzar les colònies de Nova Anglaterra. La Carta de la Colònia de la badia de Massachusetts va ser revocada en 1684 després que els seus líders puritans es negaren a posar en pràctica les demandes de reforma. De fet, Carles II volia racionalitzar l'administració de les petites colònies i col·locar-les més directament sota el control del poder reial. Va morir el 1685 i el seu successor, el catòlic Jaume II, va continuar el procés que va conduir a la creació del Domini de Nova Anglaterra.
En 1686, l'exgovernador de la província de Nova York, Edmund Andros, va ser nomenat governador del Domini. Aquest, estava compost pels territoris de les colònies de la Badia de Massachusetts, de Connecticut, de Nou Hampshire i de Rhode Island. En 1688, la jurisdicció es va ampliar per a incloure a Nova York i Nova Jersey.
Les normes d'Andros eren extremadament impopulars en Nova Anglaterra. Va fer cas omís de la representació local, va negar la validesa dels títols de propietat existents a Massachusetts (que depenien de l'antiga carta), va limitar les reunions municipals i va promoure l'Església d'Anglaterra en regions molt puritans. També va fer complir les Actes de Navegació, que amenaçaven el comerç mitjançant la limitació de la utilització d'embarcacions estrangeres per al transport de mercaderies. Les tropes reials estacionades a Boston van ser sovint maltractades pels seus oficials que eren partidaris del governador, ja foren anglicans o catòlics.
Mentrestant, a Anglaterra, Jaume II estava tornant-se cada vegada més impopular. El rei estava perdent el suport dels conservadors, que encara li eren favorables, amb els seus intents de relaxar les lleis penals i de suspendre les lleis que discriminaven als catòlics i als heretges. En 1687 va emetre la Declaració d'Indulgència, establint certa llibertat de religió, una mesura amb l'oposició de la jerarquia de l'Església Anglicana. Va augmentar el poder de l'exèrcit regular, una acció vista per molts parlamentaris com una amenaça a la seva autoritat, i va col·locar els catòlics en posicions militars importants. Jaume II també va intentar col·locar simpatitzants al Parlament on pretenia la derogació de la Test Act (en català, Llei de la prova), que requeria una estricta prova religiosa anglicana per a accedir a molts càrrecs civils. Amb el naixement del seu fill i possible successor James al juny de 1688, alguns whigs i tories van deixar de banda les seves diferències polítiques i van conspirar per reemplaçar James pel seu gendre protestant Guillem, príncep d'Orange. El príncep holandès, que havia tractat infructuosament de fer canviar d'opinió el rei anglès, va acceptar dirigir una invasió. La Revolució Gloriosa, que va tenir lloc al novembre i desembre de 1688 gairebé sense vessament de sang va posar Guillem i la seva esposa Maria en el tron d'Anglaterra. Després que el rei Jaume II va emetre la Declaració d'Indulgència, Increase Mather va enviar una carta d'agraïment al Rei i va suggerir a altres pastors de Massachusetts de fer el mateix com un mitjà per a guanyar el seu favor i obtenir més influència.
Els líders religiosos de Massachusetts, encapçalats per Cotton Mather i Increase Mather es van oposar a l'actuació d'Andros i van organitzar la dissidència per a influir en la cort a Londres. Després de King James va publicar la Declaració d'Indulgència, Increase Mather va enviar una carta agraïment al rei pel que fa a la declaració, i va suggerir a altres pastors de Massachusetts que també expressen gratitud al rei com un mitjà per guanyar el favor i influència. Deu pastors van estar d'acord, i van decidir enviar Increase Mather a Anglaterra per a donar suport al seu cas en contra d'Andros. Malgrat els repetits intents del ministre del domini Edward Randolph per aturar-lo (inclòs amb la persecució penal), Mather va aconseguir embarcar a bord d'un vaixell amb destinació a Anglaterra l'abril de 1688. Va ser rebut amb altres representants, pel rei, que va prometre en octubre de 1688 que les preocupacions de la colònia es resoldrien. Els esdeveniments de la revolució, però, van posar fi als seus esforços.

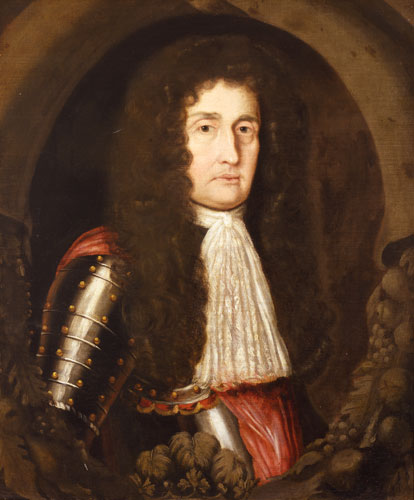
Retrat d'Edmund Andros per Mary Beale.

Els representants de Massachusetts llavors van sol·licitar als nous monarques i als Lords of Trade (predecessors de la Board of Trade que va supervisar els assumptes colonials) la restauració de la Carta de Massachusetts. Mather, a més, va convèncer els Lords of Trade de retardar la notificació de la revolució a Andros. Ell ja havia enviat una carta (preparada abans de la revolució) a l'antic governador colonial Simon Bradstreet, amb un informe que deia que la cancel·lació de la carta de Massachusetts havia estat il·legal i que els magistrats havien de «preparar les ments de les persones per a un canvi». Pel que sembla, els rumors de la revolució van arribar a alguns residents de Boston abans de l'arribada de notícies oficials. John Nelson, un comerciant de Boston que va tenir un paper important en la revolta, va escriure sobre els esdeveniments en una carta datada a finals de març i la carta va provocar una reunió de líders polítics i religiosos reconeguts, oposats a Andros, a Massachusetts.
Andros va ser advertit per primera vegada d'una revolta imminent, mentre dirigia una expedició per a fortificar Pemaquid (l'actual Bristol, a l'estat de Maine) contra els atacs de francesos i indis. A principis de gener 1688/1689, rebé una carta de Jaume II que descriu els preparatius militars holandesos. El 10 de gener va emetre una proclama advertint contra possibles disturbis protestants i prohibint l'aixecament contra el Domini. La força militar que va encapçalar a Maine estava composta per soldats britànics i per la milícia de Massachusetts i Maine. Les companyies de la milícia estaven a les ordres dels regulars, que n'imposaren una dura disciplina que va enemistar als milicians contra els seus oficials. Alertat de les reunions a Boston, i després de rebre informes no oficials de la revolució, Andros tornà a Boston des de Maine a mitjans de març. Enmig de rumors que Andros els havia portat a Maine com a part d'un anomenat «complot papista», els milicians es van amotinar, i els de Massachusetts van començar a tornar a casa seva. Quan una còpia de la proclama anunciant la revolució va arribar a Boston a principis d'abril, Andros va detenir el missatger, però la informació es va estendre ràpidament, animant a la població. El 16 d'abril Andros va escriure al comandant de Pemaquid que «hi ha un malestar general entre la gent, amb gran expectació per la seva antiga carta», però al mateix temps es disposava a detenir els desertors i enviar-los de tornada a Maine. L'amenaça d'arrestos a la seva pròpia milícia colonial va augmentar les tensions entre els habitants de Boston i el govern del Domini.

## La revolta en Boston

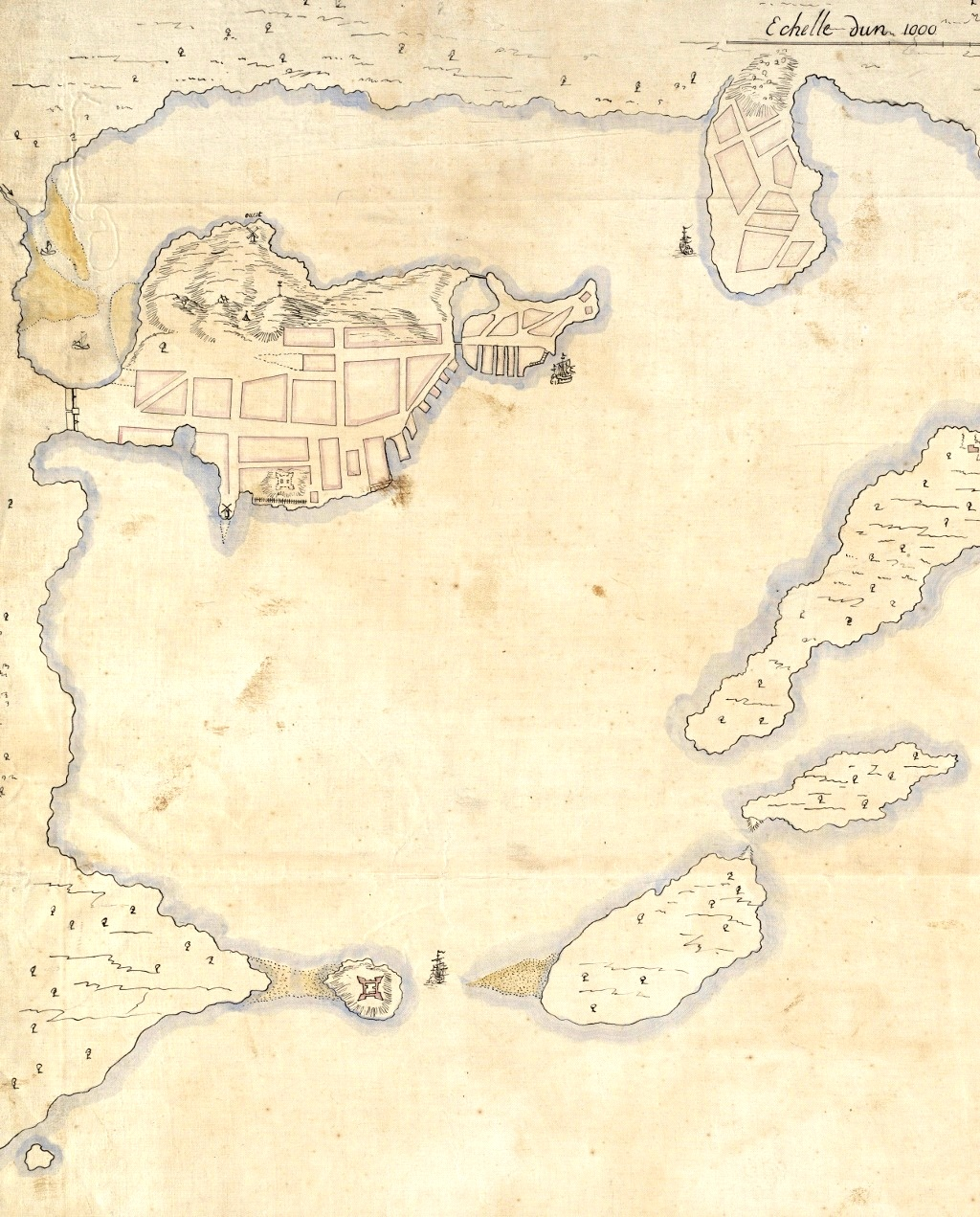
En aquest detall d'un mapa de 1692, la península de Boston apareix a la part superior esquerra amb la península de Charlestown a la dreta. El Fort William es pot veure sobre una illa al sud i el Fort Mary es troba a la part inferior de la península de Boston.

Cap a les cinc del matí del 18 d'abril, les companyies de milícies van començar a reunir-se fora de Boston, a Charlestown, just a l'altre costat del riu Charles, i en Roxbury, situat a l'extrem més allunyat de l'istme que connecta Boston amb el continent. Al voltant de les vuit del matí, les companyies de Charlestown van abordar els vaixells i van travessar el riu, mentre que les companyies de Roxbury travessaren l'istme i entraren a la ciutat. Alhora, els conspiradors de l'Ancient and Honorable Artillery Company van entrar a les cases dels tamborers de regiment a la ciutat i confiscaren els seus equips. Acompanyats per una multitud cada vegada més gran, les companyies de la milícia es van reunir al voltant de les vuit i mitja del matí i van començar a detenir als dirigents polítics i militars del Domini. Les milícies envoltaren finalment Fort Mary on es trobava aquarterat Andros.
El capità John George de la fragata HMS Rose va ser un dels primers empresonats quan va sortir de la seva nau entre les 9 i les 10 del matí. Va ser rebut per una secció de la milícia i el fuster del vaixell, que s'havia unit als rebels. Quan George va exigir veure l'ordre de detenció, els milicians van treure les seves espases i se'l van emportar detingut. Cap a les deu del matí, la major part del domini i els funcionaris militars o bé havien estat detinguts o havien fugit a la seguretat de Castle Island o d'altres llocs d'avançada fortificats. Els anglicans de Boston, inclosos un majordom i un apotecari, van ser envoltats per la multitud. Poc abans del migdia, una bandera taronja es va hissar a Beacon Hill per a assenyalar l'entrada 1.500 milicians més a la ciutat. Aquestes tropes es van reunir a la plaça del mercat, on es va llegir un comunicat. En ella, els líders van afirmar recolzar «la noble empresa del príncep d'Orange», i que la revolta era la resposta a un «vil complot papista» que havia estat descobert.
Els membres de l'antiga administració de Massachusetts, liderats per l'exgovernador Simon Bradstreet, llavors van instar al governador Andros a rendir-se per la seva pròpia seguretat, citant la multitud dels que van dir que n'eren «totalment ignorants». Es va negar i va tractar d'escapar embarcant-se en la HMS Rose. Una xalupa enviada per la HMS Rose va ser interceptada per la milícia i Andros es va veure obligat a tornar a Fort Mary. A continuació succeïren negociacions i Andros va acordar deixar la fortalesa per a complir amb el consell rebel. Proveït de salconduit, va ser portat a la casa on el consell s'havia reunit, se li va dir que estava detingut i va ser portat a la residència d'un membre de l'administració del Domini, John Usher.
La HMS Rose i el Fort William a Castle Island es negaren a rendir-se inicialment. El dia 19, quan la tripulació del vaixell es va assabentar que el capità volia anar a França per unir-se a Jaume II en l'exili, es va produir un forcejament i els protestants de la tripulació van baixar l'aparell de la nau. Després de veure això, els soldats de Fort Wiliams es van rendir.

## Conseqüències

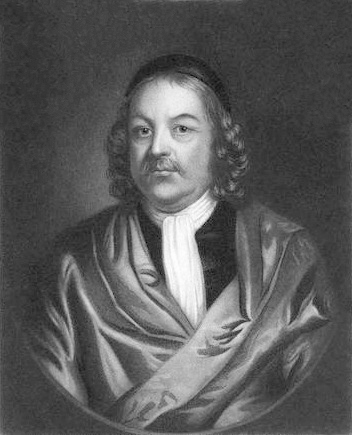
L'exgovernador de Massachusetts, Simon Bradstreet.

Després de la caiguda de Fort Mary el 19 d'abril, Andros hi va ser portat i internat amb altres funcionaris del Domini, com Joseph Dudley fins al 7 de juny, quan van ser traslladats a Fort William. Segons un rumor generalitzat, van tractar d'escapar portant roba de done. No obstant això, el pastor anglicà de Boston, Robert Ratcliff, va afirmar que aquesta història, com moltes altres, no ne-tenien «ni una mica de veritat» i n'eren «mentides i invencions» propagades per a «fer al governador odiós als ulls del seu poble». Andros però, va aconseguir escapar de Fort William el 2 d'agost, després que els seus funcionaris corromperen al sentinella amb alcohol. Arribà a Rhode Island, però va ser detingut i mantingut en aïllament. Ell i les altres persones arrestades arran de la revolta van estar detinguts durant 10 mesos, abans de ser enviats a Anglaterra per a hi ser jutjats. Els representants de Massachusetts a Londres es van negar a signar els documents que enumeraven les acusacions contra Andros, i va ser sumàriament absolt i posat en llibertat. Més tard va ser nomenat governador de le colònies de Virgínia i de Maryland.
Quan les altres colònies de Nova Anglaterra en el Domini van conèixer l'enderrocament d'Andros, les antigues autoritats colonials van reprendre les seves funcions de govern. Rhode Island i Connecticut van reprendre una administració basada en els principis dels seus estatuts antics i Massachusetts va fer el mateix després d'haver estat governada temporalment per un Comitè compost per magistrats, representants de la colònia i una majoria del consell d'Andros. El comitè es va dissoldre quan es va considerar que alguns líders radicals rebels de Boston tenien massa poder. Nou Hampshire va ser deixat temporalment sense govern formal i va ser controlat per Massachusetts i el seu governador, Simon Bradstreet. Plymouth també va reprendre la seva anterior forma de govern.
Durant el seu captiveri, Andros va ser capaç d'enviar un missatge a Francis Nicholson, el seu vicegovernador amb seu a Nova York. Nicholson va rebre la sol·licitud de suport a mitjans de maig, però la major part de les seves tropes havien estat enviades a Maine i, a causa de les creixents tensions a Nova York, va ser incapaces de prendre mesures efectives. El mateix Nicholson va ser enderrocat per una facció liderada per Jacob Leisler, i va fugir a Anglaterra. Leisler va governar Nova York fins a 1691, quan un destacament de soldats va arribar amb Henry Sloughter, que va ser nomenat governador de la Corona. Leisler va ser jutjat per traïció i executat.
Després de la repressió de la revolta de Leisler i el reassentament dels governs colonials a Nova Anglaterra, no es va fer cap intent per part dels funcionaris anglesos per a restaurar el Domini. Una vegada consumat el fet de la detenció d'Andros, la discussió a Londres va tornar a ocupar-se de Massachusetts i la seva carta revocada. Al marge d'aquestes discussions va sorgir la formació de la província de la badia de Massachusetts el 1691, amb la fusió de la Colònia de la badia de Massachusetts amb la Colònia de Plymouth i alguns territoris pertanyents anteriorment a Nova York com Nantucket, Martha's Vineyard, les Illes Elizabeth, i parts de Maine. Increase Mather no va tenir èxit en els seus intents de restaurar la vella norma puritana i la nova carta va preveure un governador designat i tolerància religiosa.